# Bucerius Institute for Research of Contemporary German History and Society
O Instituto Bucerius para a Pesquisa da Sociedade e da História da Alemanha Contemporânea da Universidade de Haifa foi fundado em 2001 pela ZEIT-Stiftung Ebelin, Gerd Bucerius e seu presidente, Professor Dres.h.c. Manfred Lahnstein. O Instituto dedica-se ao estudo social e histórico da Alemanha Contemporânea. Seu fundador, Professor Yafaat Weiss, foi o primeiro diretor. Desde 2008, Dr. Amos Morris-Reich é o diretor do Instituto Bucerius. 

## Pesquisa
A variedade temática e metodológica dos tópicos que o programa do Instituto abrangeu na última década inclui identidade, migração, integração, multiculturalismo, cidadania e liberalismo, “raça”, ciência e história no contexto alemão, israelense e europeu. O Instituto Bucerius tem como objetivo envolver diferentes períodos históricos e áreas de estudo para mostrar a história judaica e alemã, apresentando aspectos complexos da história intrincada da Alemanha contemporânea.
O instituto tornou-se uma importante fonte de informação sobre desenvolvimentos específicos na Alemanha do pós-guerra e na Europa em geral. Essas informações são regularmente utilizadas por estudantes e acadêmicos da Universidade de Haifa, assim como pelo público em geral.[carece de fontes?]

## Atividade pública e acadêmica
Todos os anos o instituto organiza conferências, workshops e seminários como “Queer experiences during the Third Reich and the Holocaust" e "Concepts of "Race" in the Humanities", que têm tratado de diferentes temáticas de interesse do Instituto e têm contribuído a criar discussões entre acadêmicos e estudantes. Excepcionais personagens públicos alemães como Rita Süssmuth, Josef Joffe e Wolf Biermann fizeram conferências em ocasião de eventos especiais dentro do instituto.
Ocasionalmente, o instituto organiza eventos especiais, como comentários cinematográficos e espetáculos musicais que atraem um grande público de fora da universidade. Em 2007 o instituto participou da organização de um festival de cinema, sobre o “Cinema alemão dentro da cortina de ferro”, e em 2008 hospedou um drama musical com o título “O mito e a vida real de Marlene Dietrich”.[carece de fontes?]

## Bolsa de estudo e trocas acadêmicas
O Instituto Bucerius possui um ativo programa de troca per MA e PhD, para os estudantes com bolsa de estudo. Numerosos estudiosos de pesquisas, em visita, tiveram conferências e seminários sobre os auspícios do instituto. O instituto contribui com a pesquisa da Alemanha contemporânea em Israel e com colaboração com estudiosos provenientes de Israel e do exterior. O Instituto Bucerius tem parcerias com diversos institutos de pesquisa internacional, como o Leo Baeck Institute, la Fondazione alemã-israelita (GIF) para a Pesquisa Científica e o Crescimento, o Simon Dubnow do Instituto de História e Cultura Hebraica, o Instituto de Hamburgo para a Pesquisa Social, o Instituto para a História dos hebreus alemães, o Grupo de Pesquisa "Didática de Biologia" da 'Universidade de Jena, as várias fundações do partido alemão em Israel e outros institutos acadêmicos na Alemanha e em Israel.[carece de fontes?]

## Publicações
Em março de 2005, o Instituto Bucerius publicou “Memória e Amnésia: O Holocausto na Alemanha”, a cura de Gilad Margalite Yfaat Weiss (em hebraico). Este volume representa o produto final de um laboratório semanal organizado do Instituto Burcerius em 2001/2002 da parte de pesquisadores “leader” da Shoah em Israel, Alemanha, Europa e Estados Unidos. O estudo realizado pelo laboratório empregou uma metodologia inovadora, combinando historiografia, gêneros literários e a cinematografia para analisar as narrações sobre a vítima, o culpado e os espectadores na ópera que trata do Holocausto. Além disso, foram utilizados alguns ensaios do convenho "A Europa e Israel: Quo Vadis?" para complementar a análise. No que concerne à temática da "remigração", o "Livro do Ano Leo Baeck Instituto 2004" também foi consultado como fonte de informação. Além disso, o professor Yfaat Weiss publicou um artigo e, em colaboração com o Professor Ulrich Bielefeld, o editorial “Mittelweg 36. O Jornal do Instituto di Amburgo para a Pesquisa Social, Anuário 13 de Outubro/Novembro 2004”. Existem numerosas publicações dos membros associados do instituto relacionadas à história atual da Alemanha e o relacionamento entre hebreus e não hebreus na Alemanha, Europa e Israel.[carece de fontes?]